# Jaume Cuéllar
 (septembre 2023).
Jaume Cuéllar, né le 23 août 2001 à Granollers en Espagne, est un footballeur international bolivien qui évolue au poste d'attaquant au CD Lugo.

## Biographie
Né en Espagne de parents boliviens, Jaume Cuéllar a initialement été formé à la Masia de Barcelone où il a joué de 2012 à 2017.

### Carrière en club
Ayant rejoint la SPAL en 2017, il fait ses débuts professionnels le 4 décembre 2019, remplaçant Sergio Floccari dans les dernières minutes du match de Coppa Italia remporté 5-1 contre Lecce,. Le 22 juillet 2020, il fait ses débuts en Serie A, entrant en jeu à la mi-temps du match perdu 6-1 contre l'AS Roma.
Le 4 juin 2021, il signe avec le club de Liga2 du CD Lugo.
À l'été 2023, Cuéllar est prêté une saison avec option d'achat au Barcelona Atlètic, équipe réserve du FC Barcelone, retrouvant ainsi son club formateur qu'il a quitté en catégorie jeunes.

### Carrière en sélection
Déjà sélectionné en équipes de jeunes, Jaume Cuéllar reçoit sa première convocation en équipe bolivienne senior le 4 octobre 2020, pour les matches de qualification à la Coupe du monde 2022, sans toutefois faire ses débuts.
Sélectionné pour la Copa América en juin 2021, il fait ses débuts avec la Bolivie le 14 juin 2021, lors du match d'ouverture perdu 3-1 contre le Paraguay dont il finit expulsé à la suite de deux cartons jaunes.

## Statistiques

### En sélection nationale
| Saison                | Sélection             | Phases finales        | Phases finales | Phases finales | Phases finales | Éliminatoires CDM | Éliminatoires CDM | Éliminatoires CDM | Matchs amicaux | Matchs amicaux | Matchs amicaux | Total | Total | Total |
| Saison                | Sélection             | Compétition           | M              | B              | Pd             | M                 | B                 | Pd                | M              | B              | Pd             | M     | B     | Pd    |
| --------------------- | --------------------- | --------------------- | -------------- | -------------- | -------------- | ----------------- | ----------------- | ----------------- | -------------- | -------------- | -------------- | ----- | ----- | ----- |
| 2020-2021             | Bolivie               | Copa América 2021     | 1              | 0              | 0              | 0                 | 0                 | 0                 | -              | -              | -              | 1     | 0     | 0     |
| 2021-2022             | Bolivie               | -                     | -              | -              | -              | 1                 | 0                 | 0                 | -              | -              | -              | 1     | 0     | 0     |
| 2022-2023             | Bolivie               | -                     | -              | -              | -              | -                 | -                 | -                 | 2              | 0              | 0              | 2     | 0     | 0     |
| 2023-2024             | Bolivie               | Copa América 2024     | 1              | 0              | 0              | 1                 | 0                 | 0                 | 3              | 0              | 0              | 5     | 0     | 0     |
| Total sur la carrière | Total sur la carrière | Total sur la carrière | 2              | 0              | 0              | 2                 | 0                 | 0                 | 5              | 0              | 0              | 9     | 0     | 0     |